# 양헌
양헌(1978년 5월 22일 ~ )은 대한민국의 개그맨이자 방송인이다.

## 학력
- 서울예술대학 연극과
- 양천중학교

## 출연 작품

### 영화
- 《선물》

### 방송
- 《TV특종 놀라운 세상》 (MBC)
- 《스포츠 매거진》 (MBC)
- 《코미디하우스》 (MBC)
- 《코미디쇼 웃으면 복이와요》 (MBC)
- 《개그야》 (MBC)
- 《웃고 또 웃고》 (MBC)
- 《순 우리말 사전》 (EBS)
- 《뮤직 코믹쇼》 (MBC Music)
- 《코미디에 빠지다》 (MBC)
- 《코미디의 길》 (MBC)